# Роскошовка
Роскошовка (укр. Розкошівка) — село в Лысянском районе Черкасской области Украины.
Население по переписи 2001 года составляло 407 человек. Почтовый индекс — 19344. Телефонный код — 4749.

## Местный совет
19344, Черкасская обл., Лысянский р-н, пос. Марьяновка